# Platyrhachus permirabilis
Platyrhachus permirabilis är en mångfotingart som beskrevs av Filippo Silvestri 1895. Platyrhachus permirabilis ingår i släktet Platyrhachus och familjen Platyrhacidae. Inga underarter finns listade i Catalogue of Life.